# Wąskie Żlebki

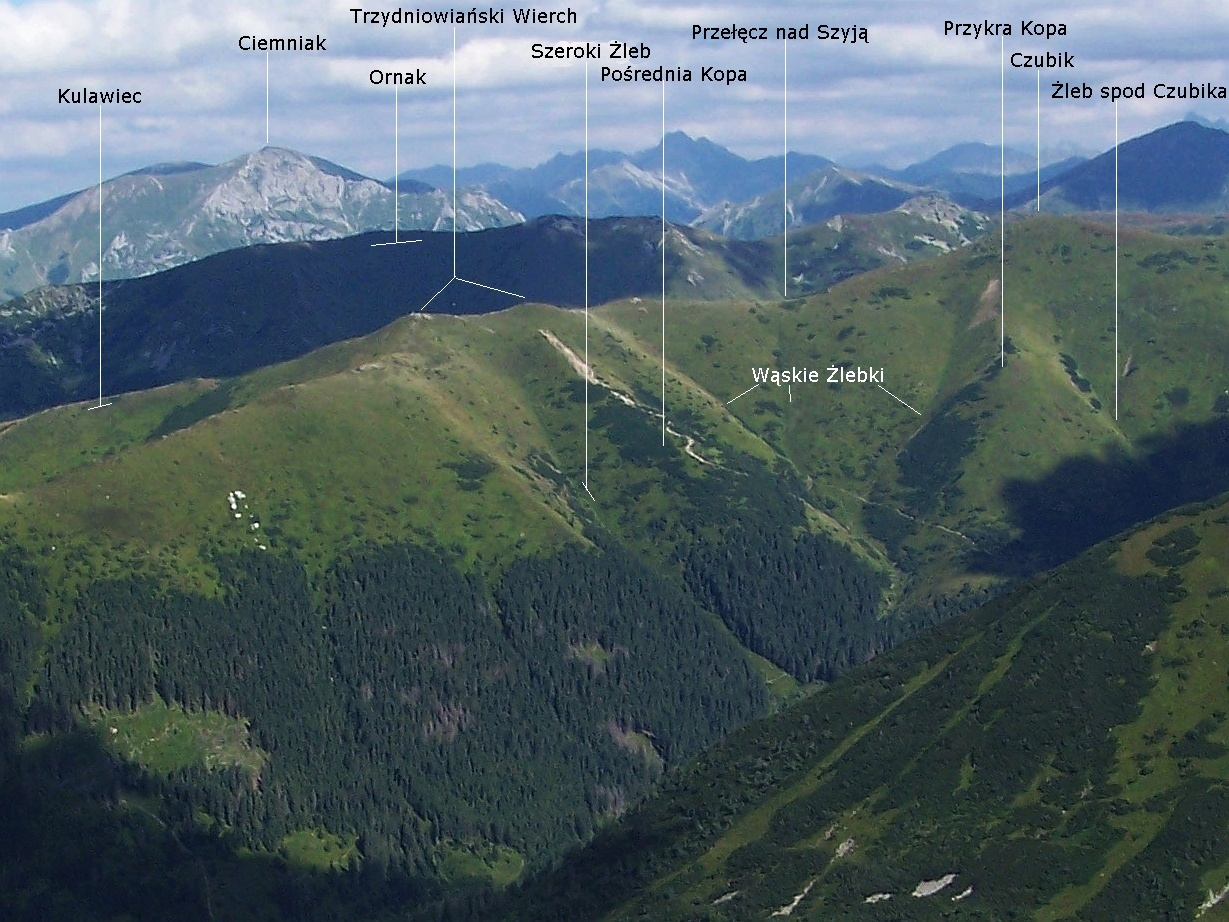
Widok z Rakonia

Wąskie Żlebki – trzy żleby opadające z grani pomiędzy Trzydniowiańskim Wierchem (1765 m) a Czubikiem (1845 m) do Doliny Jarząbczej w polskich Tatrach Zachodnich. Znajdują się pomiędzy grzędami Pośredniej Kopy i Przykrej Kopy. Dołem żlebki te łączą się w jeden. Z Wąskich Żlebków wypływa kilka źródeł. Powstające z nich strumyki łączą się w jeden, który wspólnym korytem spływa w północno-zachodnim kierunku wzdłuż grzędy Wielkiego Przysłopu i łączy się ze strumykiem spływającym z sąsiedniego na północ Szerokiego Żlebu.
Wąskie Żlebki i rejon wokół nich jest w większości trawiasty. Dawniej były to tereny wypasowe Hali Jarząbczej i były całkowicie trawiaste. Po zaprzestaniu wypasu zaczynają stopniowo zarastać kosodrzewiną.
Dolną część Wąskich Żlebków i ich źródliskowy teren przekracza czerwony szlak turystyczny prowadzący z Polany Chochołowskiej na Trzydniowiański Wierch. Najbardziej południowym z tych żlebków (spod Czubika) w zimie schodzą lawiny.